# César Villanueva
César Villanueva Arévalo (Tarapoto, San Martín, 5 de agosto de 1946) es un administrador de empresas y  político peruano. Se desempeñó como presidente regional de San Martín  y presidente del Consejo de Ministros durante los gobiernos de Martín Vizcarra y Ollanta Humala.

## Biografía
Nacido en la ciudad de Tarapoto, el 5 de agosto de 1946. Hizo sus estudios primarios en el C.E. N° 191 - Tarapoto y los de Secundaria en el Colegio Nuestra Señora de Guadalupe de Lima. Tiene estudios concluidos de Administración por la Facultad de Administración de la Universidad Nacional Federico Villarreal. Fue director de Concertación y Competitividad Amazónica y de Rainforest Trading, además de gerente de Proyectos del Fondo de Contravalor Perú-Canadá y coordinador general de Cedisa. 

## Carrera política
Su carrera política empezó en 1980, cuando postuló sin éxito como candidato a la Cámara de Diputados por la Unidad Democrática Popular, que lideraban Alfonso Barrantes y Carlos Malpica y que estaba conformada por grupos de centroizquierda e izquierda. En 1983 formó su propia agrupación política, el Movimiento Regional Nueva Amazonía. Pero luego abandonó la política por varios años, volviendo en el 2001, como candidato al Congreso por Somos Perú. Asimismo, participó en las elecciones regionales del 2002 como candidato a la presidencia del Gobierno Regional de San Martín quedando en segundo lugar con el 20.779% de los votos. Ya para entonces se había alejado de la izquierda. 

### Presidente Regional de San Martín (2007-2013)
En las elecciones regionales del 2006, al frente de su movimiento regional, se alió con Fuerza Social y alcanzó la Presidencia del Gobierno Regional de San Martín (2007-2010), siendo reelecto en las elecciones regionales del 2010 para un segundo periodo (2011-2014). En el 2012, fue elegido presidente de la Asamblea Nacional de Gobiernos Regionales.
A mediados de 2012 recibió la propuesta del presidente Ollanta Humala para que asumiera la presidencia del Consejo de Ministros, pero declinó, pues solo había pasado año y medio de que asumiera la presidencia regional de San Martín. Aceptó finalmente el premierato en octubre de 2013, cuando faltaban un año y dos meses para que culminara su segundo periodo como presidente regional. Se afirma que se ganó la consideración del presidente Humala, a raíz del papel fundamental que tuvo para que los presidentes regionales respaldaran al Gobierno Central en el conflicto generado por el proyecto minero Conga.

### Presidente del Consejo de Ministros (2013-2014)

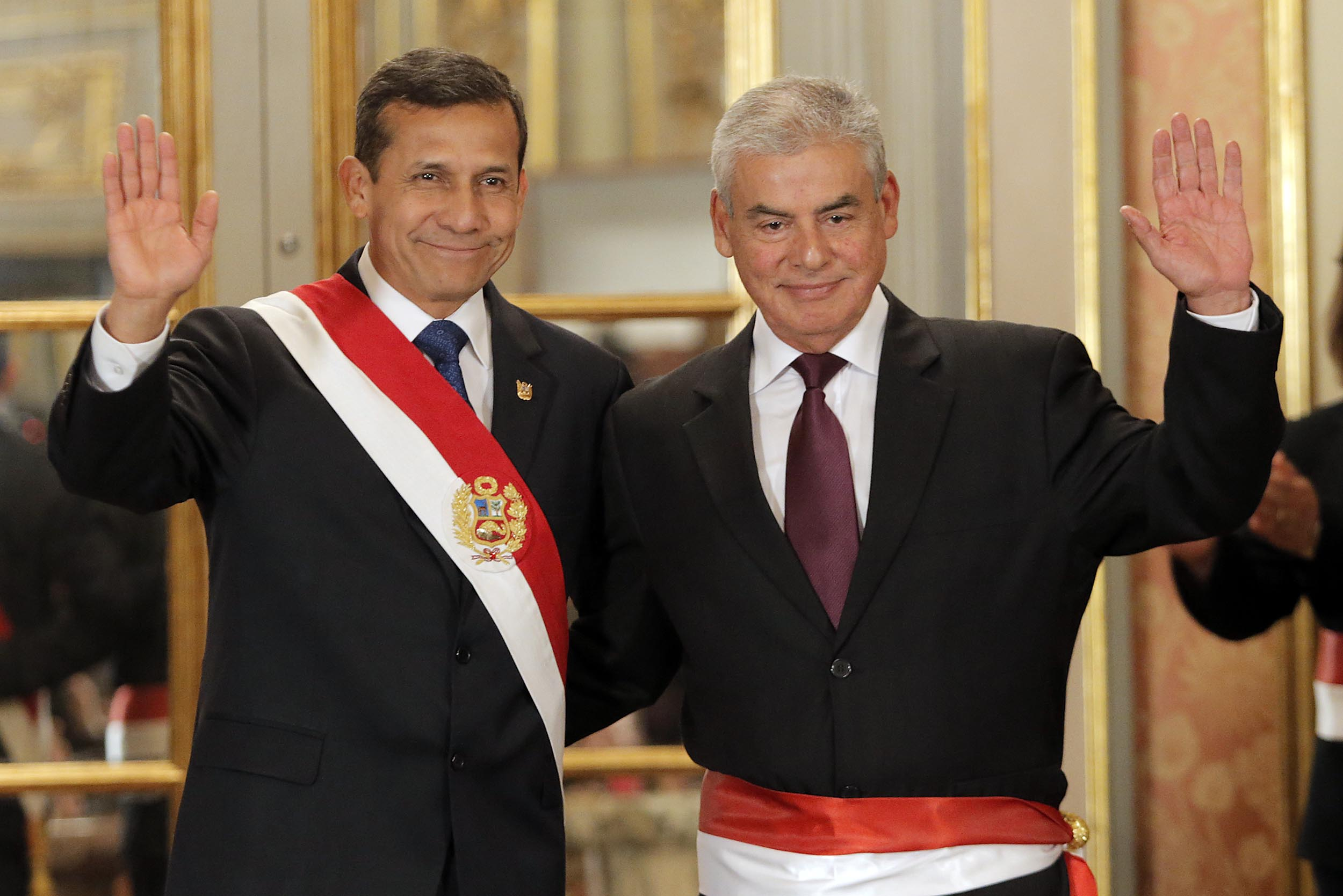
César Villanueva, junto al presidente Ollanta Humala, tras la ceremonia de su juramentación como presidente del Consejo de Ministros del Perú.

El 31 de octubre de 2013 juró como el cuarto Presidente del Consejo de Ministros del Perú del gobierno del presidente Ollanta Humala, en reemplazo de Juan Jiménez Mayor.
El 24 de febrero de 2014 renunció al cargo de Premier, luego de que el ministro de Economía Luis Miguel Castilla Rubio le desmintiera en un programa de televisión su afirmación de que había conversado con él sobre un posible aumento del sueldo mínimo. Días antes, la primera dama Nadine Heredia había dicho también que el tema del sueldo mínimo no estaba en agenda del gobierno. Ante esta serie de desmentidos, la oposición criticó severamente al ministro, calificándome de ser solo una «figura decorativa». Años después, ante la Comisión de Fiscalización del Congreso, Villanueva ratificó haber renunciado como protesta ante la constante intromisión de Nadine Heredia en temas del Estado, pese a no tener ningún cargo de representación pública.
Durante su paso por la PCM, que solo duró cuatro meses, Villanueva no realizó ningún cambio ministerial, y su gestión, según algunos analistas, fue opaca y anodina.

### Congresista de la República (2016-2019)
En las elecciones generales de 2016 postuló para Congresista de la República, bajo las filas de Alianza para el Progreso y como representante de San Martín. Ganó la curul obteniendo 25 607 votos preferenciales. El 22 de julio de 2016 juró como Congresista de la República.
Como parlamentario, fue promotor del segundo proceso de vacancia presidencial contra Pedro Pablo Kuczynski, que no llegó a votarse en el Congreso por renuncia del presidente. Luego, a pedido del nuevo presidente Martín Vizcarra, aceptó ser  presidente del Consejo de Ministros de su gobierno, pese a que durante el proceso de vacancia había asegurado que no aceptaría ningún cargo ministerial en el nuevo gobierno. La prensa recordó la cercanía que tenía con Vizcarra, desde la época en que ambos fueron simultáneamente presidentes regionales.
Tras la disolución del Congreso decretado por el presidente Vizcarra su cargo congresal llegó a su fin el 30 de septiembre de 2019.

### Presidente del Consejo de Ministros (2018-2019)
Tras la toma de mando de Martín Vizcarra como Presidente de la República el 23 de marzo de 2018, se anunció la reestructuración del Consejo del Ministros. El 2 de abril, César Villanueva juramentó como Presidente del Consejo de Ministros, en reemplazo de Mercedes Aráoz.
Durante su gestión, que duró once meses, tuvo un papel importante en la coordinación con el Congreso, para encaminar las reformas judiciales, ayudado por su experiencia política y su cercanía con los líderes de las bancadas del parlamento, sus colegas. También ayudó mucho a la gobernabilidad su cercanía con las autoridades regionales. Solía remarcar que tanto él como el presidente, eran provincianos. Su estilo era siempre cortés y sin grandilocuencias, al punto que hubo quienes le tildaron de ser un político gris y anodino, como ya había ocurrido durante su anterior paso por el premierato, bajo el gobierno de Humala. En las encuestas de opinión pública solía tener más baja aceptación que el presidente. Realizó en total ocho cambios de ministros, por denuncias y rotaciones. En el último tramo de su gestión, pareció desconectarse del presidente Vizcarra y de los miembros de su gabinete ministerial, al punto que era el presidente el único que salía a dar la cara en los momentos más álgidos de la política, cuando esa era la labor del premier.
Villanueva presentó su carta de renuncia el 6 de marzo de 2019, la misma que fue aceptada por el presidente Vizcarra el día 8. Al ser interrogado por la prensa sobre la razón de su renuncia, Villanueva dijo que simplemente había cumplido un ciclo, luego de casi un año de ocupar el cargo.

## Controversias

### Caso Odebrecht
El 6 de agosto de 2019, el Equipo de Fiscales del caso Lava Jato interrogó en Sao Paulo a Jorge Barata, exdirectivo de la empresa Odebrecht en el Perú, en el marco de la investigación del caso Odebrecht. La expectativa era la revelación que haría Barata sobre la identidad de los codinomes o seudónimos que aparecían en las plantillas albergadas en los sistemas informáticos de la empresa, relacionados con pagos ilícitos sobre varias obras realizadas por la constructora brasileña en el Perú. La sorpresa fue que uno de los codinomes, Currículum Vita, correspondía, según Barata, a César Villanueva, y estaba  relacionado con dos pagos de US$30 mil cada uno, que la constructora le habría hecho cuando fue presidente regional de San Martín en el 2008, a cambio de la adjudicación de la carretera Cuñumbuque-Zapatero-San José de Sisa. Los pagos habrían sido hechos en efectivo.
Villanueva respondió a la acusación en una conferencia de prensa realizada el 9 de agosto de 2019. Negó tajantemente haber recibido dinero alguno de parte de Barata o de otro representante de Odebrecht. Dijo también que renunciaba a su inmunidad parlamentaria para facilitar la investigación al Poder Judicial, y que no descartaba en querellar judicialmente a Barata por difamación. También anunció que pediría licencia a su partido, Alianza para el Progreso.
El 26 de noviembre de 2019 fue detenido por agentes de la División de Investigaciones de Alta Complejidad (Diviac) en el restaurante de la Choza Náutica de Los Olivos. Su detención fue solicitud de la Primera Fiscalía Suprema Especializada en delitos de Corrupción de Funcionarios, esto bajo las órdenes del fiscal Jesús Fernández Alarcón, quien solicitó una orden de prisión preliminar por siete días en su contra.
El 9 de diciembre, Eleuberto Martorelli, exejecutivo de Odebrecht, ratificó ante el fiscal Hamilton Montoro que la constructora brasileña aportó al menos en una oportunidad $30 mil para la campaña de reelección de Villanueva frente del Gobierno Regional, brindando mayor solidez a las acusaciones por parte del fiscal Germán Juárez Atoche. Dos días después, el Poder Judicial declaró fundado el pedido de 18 meses de prisión preventiva contra Villanueva.